# Batalla de las lagunas de Epulafquen
La batalla de las Lagunas de Epulafquen tuvo lugar en la madrugada del 14 de enero de 1832 en el norte de la actual provincia del Neuquén, República Argentina. La batalla concluyó con la derrota definitiva de la banda de los hermanos Pincheira a manos del general chileno Manuel Bulnes.

## Lugar geográfico
Las lagunas de Epulafquen (del mapudungun: Epu Lafquen ‘dos lagunas’), son dos espejos de agua conectados por el arroyo La Nasa que ocupan el centro de un pequeño valle ubicado en plena cordillera de los Andes, cerca del límite con Chile. Es el lugar más septentrional de la Argentina con presencia del bosque andino patagónico, por lo que están protegidas por un parque provincial denominado Área Natural Protegida Epulafquen. Estas lagunas dan origen al río Nahueve, afluente del río Neuquén. En realidad son tres lagunas ya que aguas arriba hay una tercera laguna denominada laguna Negra, que hace 200 años pudo ser un glaciar deshielado por el calentamiento global.
Otros diversos nombres se hallan en la bibliografía para nombrar a la batalla: de las lagunas de: Epulauquen, Epulafquén, Epulauquén, Pulanquen o Palanquin y también Combate de Coyamuelo o de las lagunas.

## Antecedentes
Decididos a eliminar definitivamente a la banda, el gobierno de Chile formó una división del ejército con unas 1000 plazas al mando del general Bulnes. Componían esa división: 200 granaderos a caballo en dos escuadrones al mando del coronel graduado Bernardo Letelier; 264 infantes del Batallón Carampangue al mando del teniente coronel Estanislao Anguita; 200 infantes del Batallón de Valdivia al mando del capitán Juan Barbosa; 240 infantes del Batallón de Maipú al mando del coronel José Antonio Vidaurre (segundo jefe de la división); 30 milicianos al mando de Ramón Pardo, y por 80 indígenas pehuenches al mando del capitán graduado Domingo Salvo.

“...bandidos van quedando poco, porque ya se han fusilado más de 300”.
Informe del Gobernador Freyre a O’Higgins en 1821

Al amanecer del 10 de enero de 1832 la división salió de Chillán hacia el valle del alto río Ñuble. El 11 de enero fue sorprendido un retén de Pincheira con dos soldados al mando de Berro (luego fusilado) y se presentó a Bulnes Javier Quezada, desertando de la banda. Luego de que el subteniente Acuña y dos soldados ex pincheiristas desertaran de la expedición, Bulnes adelantó las operaciones y envió el 12 de enero una partida de 40 granaderos al mando del alférez Pedro Lavanderos, guiada por los oficiales ex pincheiristas: comandante Francisco Rojas, capitanes Martín del Carmen Gatica y José Antonio Zúñiga y alférez Manuel Vallejos. La partida logró sorprender en la mañana del 13 de enero en la estancia de Roble Huacho a Pablo Pincheira, quien junto con sus subordinados Julián Hermosilla, Fuentes, Loayza y otro más, fueron fusilados sin esperar la llegada de Bulnes. Otros tres que lograron huir fueron muertos a sablazos en un bosque cercano. Roble Huacho se hallaba en la orilla izquierda del río Ñuble, enfrente de la desembocadura del arroyo Chureo que desciende de los Andes.
Inmediatamente después, al mediodía y sin dar más que unas horas de descanso a los soldados, la división inició el cruce de la cordillera de los Andes por el paso de Alico.

## La batalla
El campamento llamado del Alamito de José Antonio Pincheira se hallaba en el punto denominado Coyamuelo 36°57′58.85″S 70°53′26.39″O / -36.9663472, -70.8906639, al oriente de las lagunas. Su fuerza estaba compuesta por más de 200 hombres armados de fusiles, carabinas y escopetas. Lo acompañaban unos 150 pehuenches armados con lanzas. En el valle se hallaban unas 300 familias de los soldados de Pincheira y cautivos que vivían allí.
Cuando la división chilena se acercaba al campamento de Epulafquen, se toparon con un retén pincheirista que custodiaba la angostura entre las dos lagunas, formado por un sargento y 8 soldados. Dos de ellos lograron escapar, por lo que Bulnes decidió atacar inmediatamente el campamento, antes de que pudieran dar la alarma. A las dos de la madrugada del 14 de enero de 1832, tres columnas de la división chilena cayeron por sorpresa sobre el campamento y lo cercaron, acuchillando a cuantos hallaban y provocando un incendio. La infantería ligera constituida por los tres batallones formaba el ala izquierda, los granaderos de infantería en la retaguardia y la caballería a la derecha. Algunos agentes de Bulnes situados en el campamento liberaron los caballos para impedir la fuga.
Los granaderos a caballo cargaron a los pehuenches que intentaron resistir a orillas del río que nace en las lagunas, pero fueron desbaratados y emprendieron la fuga. Quedaron en un tramo de 3 leguas gran cantidad de indígenas muertos, entre ellos los caciques Neculmán, Coleto y Trenquemán (o Triquemán), principales líderes pehuenches aliados de los Pincheira. Todavía se ven restos de la empalizada pehuenche. 36°50′51.86″S 71°0′40.38″O / -36.8477389, -71.0112167
Un grupo de pincheiristas e indígenas se refugió en un cerro en el cual se hallaban algunas de sus familias,36°50′12.53″S 70°58′48.89″O / -36.8368139, -70.9802472 desde el cual dejaban caer rodando rocas sobre las fuerzas del Batallón Carampangue, rindiéndose finalmente. 
Las fuerzas chilenas tomaron 196 prisioneros realistas y pehuenches, sufriendo alrededor de 50 bajas.

## Huida del último Pincheira

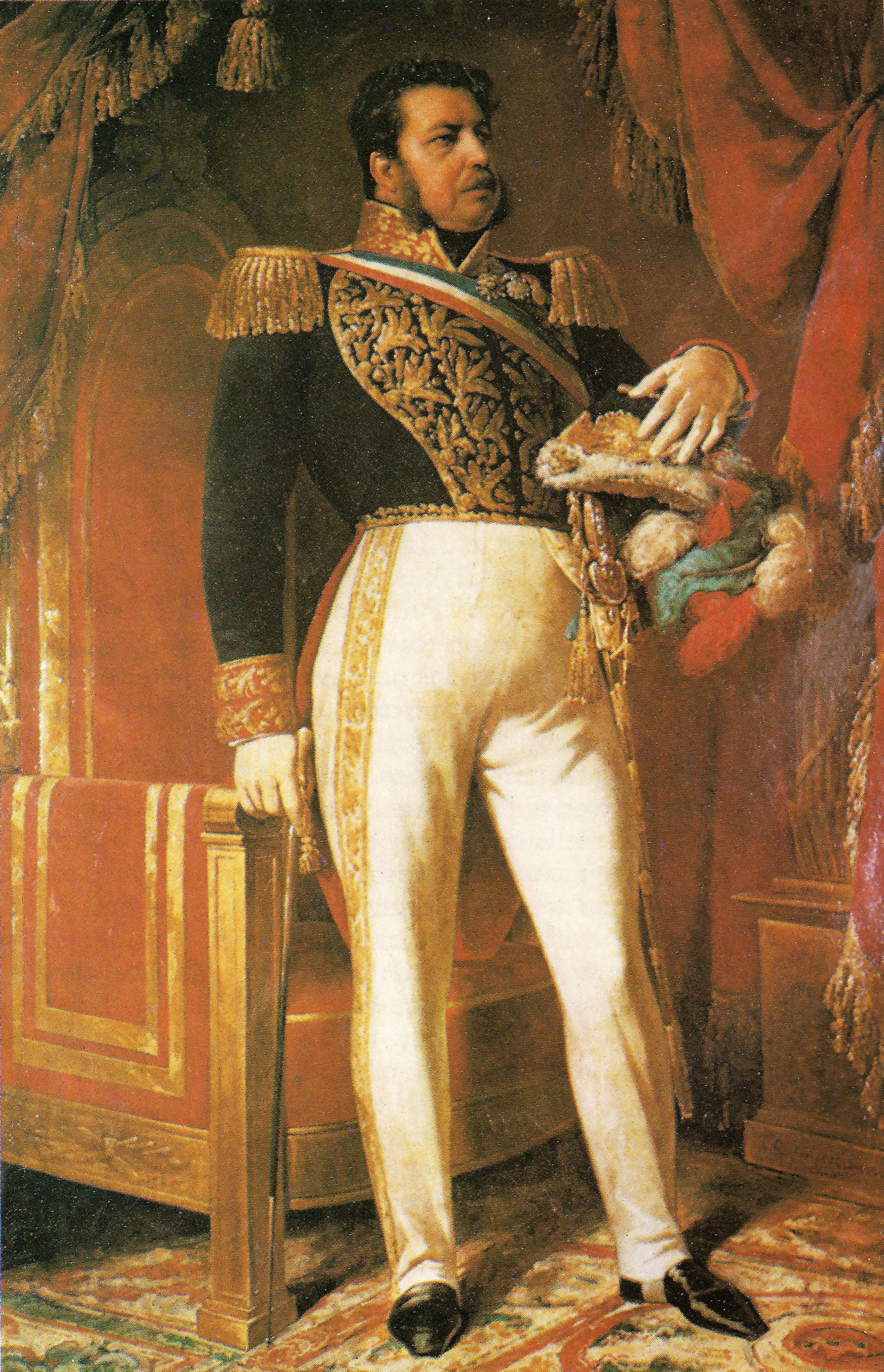
Manuel Bulnes.

Aprovechando la oscuridad y el aviso de los dos escapados del retén, José Antonio Pincheira y 66 de sus seguidores lograron huir a caballo en dirección norte. Bulnes envió de regreso a Chillán a parte de la infantería escoltando a parte de las familias capturadas y destacó al capitán Alejo Zañartu con 50 granaderos a caballo y 30 ex pincheiristas del comandante Rojas en persecución de Pincheira, pero no se logró alcanzarlo y el 25 de enero retornaron al campamento por la falta de víveres. 
Antes de emprender el regreso a Chillán, Bulnes ordenó al ex pincheirista capitán Zúñiga y al ayudante de granaderos a caballo Pedro Aguilera, dirigirse con 100 hombres y algunos indígenas del cacique Umané, en persecución de Pincheira que se dirigía en dirección a Mendoza. Luego Bulnes regresó a Chile con 20.000 cabezas de ganado y todos los prisioneros por el boquete de Copulhue, con la idea de batir a los pehuenches que pudieran aún resistir y dirigirse luego a Antuco, pero los pehuenches que halló se sometieron al gobierno de Chile y entregaron cautivos sin ofrecer resistencia. El 8 de febrero arribó a Tucapel y luego siguió hacia Chillán.
Al amanecer la partida alcanzó a los fugitivos en la zona entre los ríos Atuel y Salado, pero Pincheira evitó ser sorprendido al hallar los rastros de dos de sus perseguidores avanzados. Al llegar al río Malargüe (Malalhué), recibió las noticias de lo ocurrido en su campamento por medio de uno de sus ex subordinados de apellido Uribe, enviado por Bulnes a proponerle que se entregaran a cambio del perdón. Uribe regresó con una docena de fugitivos que se le entregaron. Pincheira se vio perdido y a fines de enero, cuando se hallaba en las nacientes del Atuel, envió a Chile a Fernando Cotal en compañía de dos hombres y una mujer para proponer al gobierno su rendición, a cambio de que se les perdonara la vida y se los dejara en libertad o se los incorporara al ejército. El 6 de febrero los emisarios llegaron a Curicó, presentándose al gobernador, quien dio aviso al presidente José Joaquín Prieto. Éste aceptó el indulto. Los soldados de Pincheira lo fueron abandonando, presentándose al destacamento que los perseguía, por lo que finalmente no le quedaban más que una docena cuando conferenció con sus perseguidores a orillas del río Malargüe, pidiendo ser conducido a Chillán por el subteniente Lavanderos y no por Zúñiga. De sus compañeros, Vicente Pereira y otros cuatro no aceptaron rendirse y se internaron en las pampas. El 11 de marzo llegaron a Chillán, en donde Bulnes lo dejó en libertad vigilada.
José Antonio Pincheira recibió un indulto del presidente Prieto, tío de Manuel Bulnes, quien lo contrató para trabajar en su hacienda.

## El tesoro de los Pincheira
El fabuloso tesoro de la banda aniquilada, pasó al plano de la leyenda enmarcado en miles de conjeturas. La más próxima es que permanece oculto en algún lugar de Epu Lauquén. Los Pincheira tenían escondites a todo lo largo de las laderas de la cordillera del Viento, Colomichicó, La Matancilla, Epu Laufquén y otros parajes de la zona. Se cree que los únicos que realmente sabían la ubicación del tesoro eran los hermanos varones. Se dice que el lugar era una cueva natural cercana al bosque de Epu Laufquén derrumbada por los hermanos para guardar, definitivamente, este tesoro.